# Tamanicella lapidosa
Tamanicella lapidosa is een uitgestorven mosdiertjessoort uit de familie van de Electridae. De wetenschappelijke naam van de soort is, als Eschara lapidosa, voor het eerst geldig gepubliceerd in 1771 door Pallas.